# Nusaybin
Nusaybin (kurmandschi Nisêbîn, syrisch ܢܨܝܒܝܢ Niṣībīn) ist eine Stadtgemeinde (Belediye) im gleichnamigen Ilçe (Landkreis) der Provinz Mardin in der türkischen Region Südostanatolien und gleichzeitig ein Stadtbezirk der 2012 gebildeten Büyükşehir belediyesi Mardin (Großstadtgemeinde/Metropolprovinz). Seit der Gebietsreform ab 2013 ist die Gemeinde flächen- und einwohnermäßig identisch mit dem Landkreis.

## Geografie
Nusaybin grenzt im Westen an Artuklu, im Nordwesten an Ömerli, im Norden an Midyat und im Osten an die Provinz Sirnak. Im Süden grenzt Nusaybin direkt an Syrien, hier befindet sich ein Straßenverkehrsgrenzübergang zur syrischen Nachbarstadt Al-Qamischli. Die beide Städte verbindende Bahnlinie, Bestandteil der Bagdadbahn, ist im grenzüberschreitenden Verkehr außer Betrieb. Nusaybin selbst wird jedoch noch von Güterzügen der türkischen Bahn (TCDD) angefahren.

## Geschichte
Der Name der Stadt lautete in der Antike Nisibis (zur antiken und mittelalterlichen Geschichte siehe dort). Nisibis war damals zwischen dem Römischen Reich und dem Partherreich umkämpft. Bekannt sind der Kirchenlehrer Ephräm der Syrer (306–373) sowie der Heilige Jakob von Nisibis, der als Bischof wirkte und wahrscheinlich im Jahre 338 n. Chr. verstorben ist. Die Stadt gehörte seit 363 zum Reich der Sassaniden, die die Einwohner vertrieben und durch Perser ersetzten. 591 fiel Nisibis noch einmal an Ostrom und wurde dann 639/640 von muslimischen Arabern erobert. 1515 wurde die Stadt Teil des Osmanischen Reiches und gehört seit 1920 zur Türkei. Heute leben vor allem Kurden und eine Minderheit an Aramäern und Arabern in der Stadt.

### Geschichte ab 2015
Nach der Beendigung des Waffenstillstandes der Türkei mit der PKK kam es in Nusaybin zu Ausgangssperren und zu schweren Gefechten zwischen der PKK und der Türkischen Armee. Die Versorgung mit Wasser und Elektrizität wurde in Nusaybin zeitweise ausgesetzt. Mehrere Wohnviertel wurden abgerissen. Insgesamt sollen 50.000 Personen ihre Häuser verloren haben.

## Verwaltung
Der Kreis (bzw. Kaza als Vorgänger) bestand schon vor Gründung der Türkischen Republik 1923. Er hatte zur ersten Volkszählung 1927 12.422 Einwohner in 87 Dörfern (auf 1.575 km² Fläche), der Verwaltungssitz Nousseybine (damalige, an das Französische angelehnte Schreibweise) hatte 2.851 Einwohner.
(Bis) Ende 2012 bestand der Landkreis neben der Kreisstadt aus drei Stadtgemeinden (Akarsu, Duruca und Girmeli) sowie 61 Dörfern (Köy) in drei Bucaks, die während der Verwaltungsreform 2013/2014 in Mahalle (Stadtviertel/Ortsteile) überführt wurden. Die 15 existierenden Mahalle der Kreisstadt blieben erhalten, während die acht Mahalle der o. g. anderen drei Belediye vereint und zu je einem Mahalle vereint wurden. Durch Herabstufung dieser Belediye und der Dörfer zu Mahalle stieg deren Zahl auf 79 an. Ihnen steht ein Muhtar als oberster Beamter vor.
Ende 2020 lebten durchschnittlich 1.396 Menschen in jedem dieser (jetzt) 80 Mahalle, 13.523 Einw. im bevölkerungsreichsten (8 Mart Mah.).

## Politik
Bei den Kommunalwahlen 2014 wurden Sara Kaya und Cengiz Kök von der BDP mit 91 % der Stimmen zu Co-Bürgermeistern von Nusaybin gewählt. Sie wurden im Januar 2017 durch einen Zwangsverwalter ersetzt. Am 13. Januar 2017 wurden sie in Gewahrsam genommen und am 26. Januar 2017 wurde Untersuchungshaft verhängt. Kök wurde im Dezember 2017 unter Auflagen aus der Untersuchungshaft entlassen.